# Берлинская стена

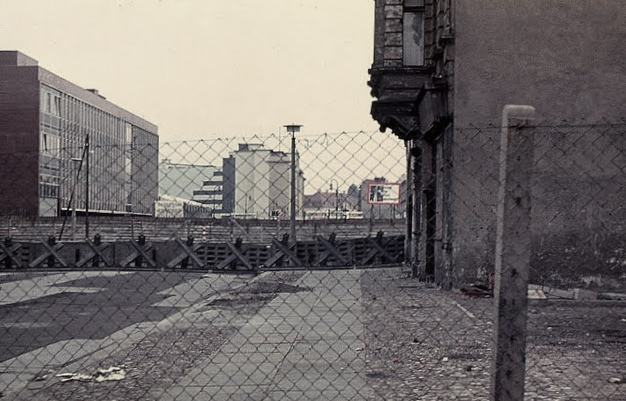
Вид на стену со стороны Восточного Берлина. 1967 год

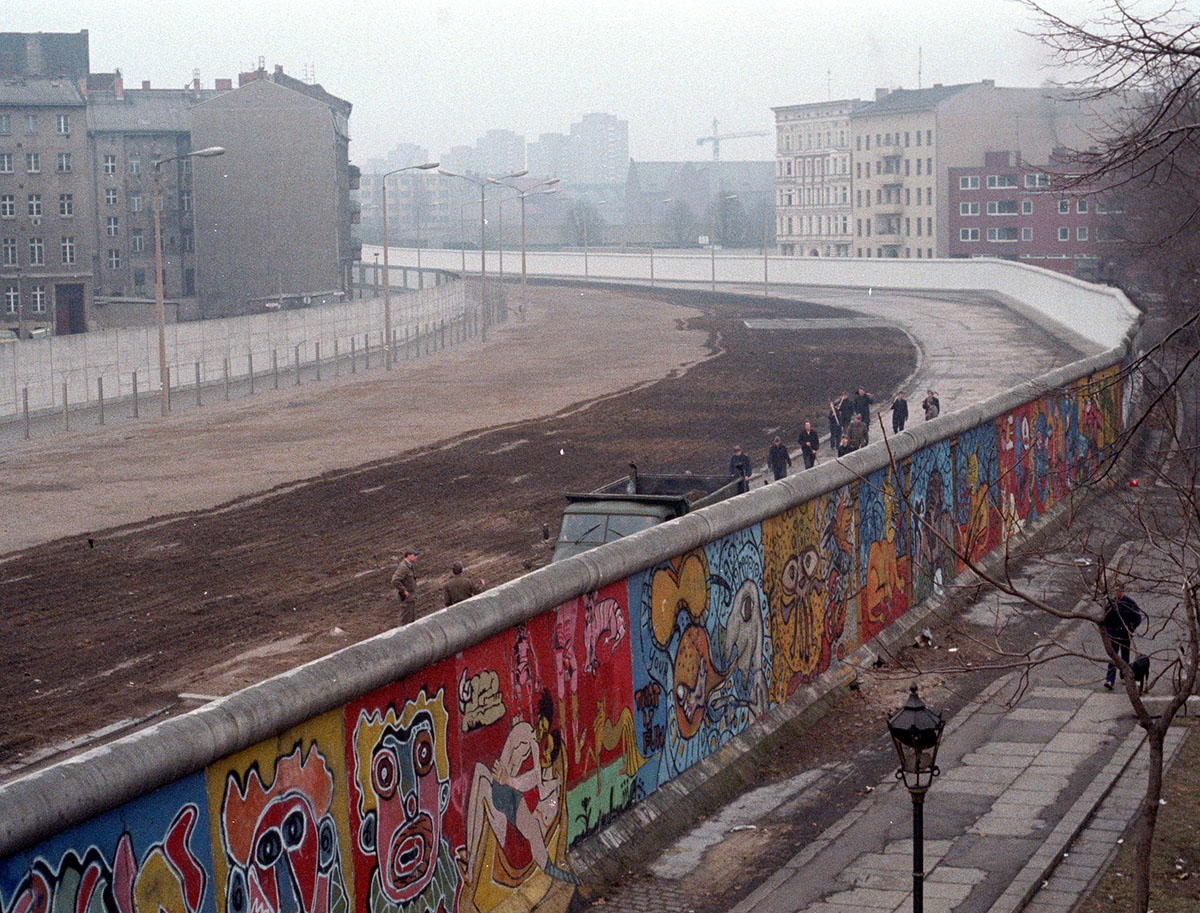
Вид на стены со стороны Западного Берлина. 1986 год. Внешняя стена видна на фото справа, с обилием граффити на территории Западного Берлина, внутренняя стена (на территории ГДР) проходит параллельно ей слева. Между ними запретная зона, посередине которой видна тёмно-коричневая свежераспаханная контрольно-следовая полоса на месте засыпанного Luisenstadt Canal

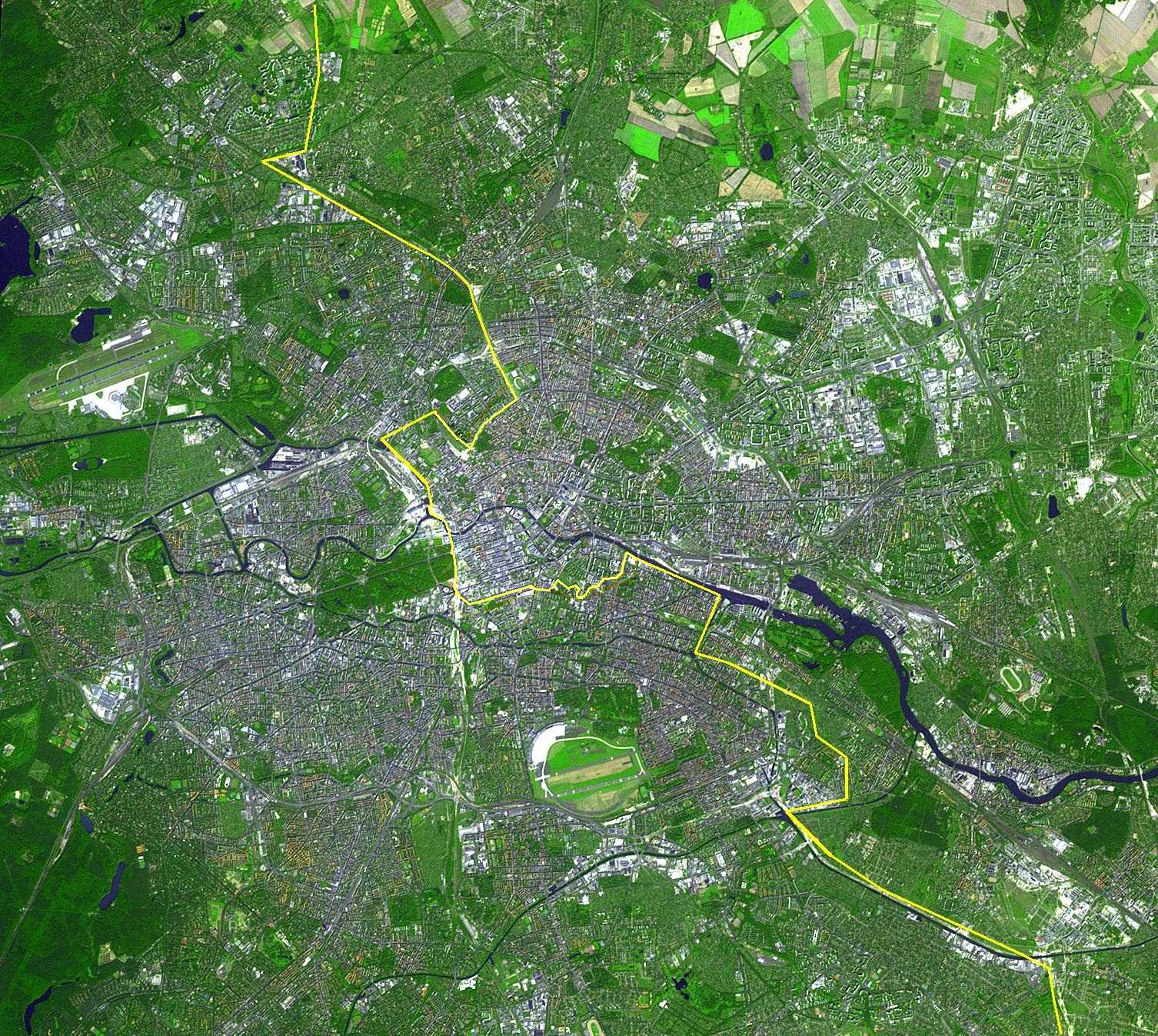
Расположение стен, нанесенное на современный спутниковый снимок

Аэрофотоснимок участка в районе Тиргартен, с указанием внешней и внутренних стен с прилегающим сектором — треугольника Ленне

Структура комплекса берлинских стен

Берли́нская стена́ (нем. Berliner Mauer) — закрепившееся в публицистике и исторической науке название комплекса инженерно-технических сооружений и укреплений с оборудованной запретной зоной, сооружённых властями Германской Демократической Республики по указанию советского руководства вокруг Западного Берлина по государственной границе ГДР и использовавшихся по назначению с 13 августа 1961 года по 9 ноября 1989 года.
Общая протяжённость этого комплекса сооружений составляла 156,4 км (из них 43 км в черте Берлина и 112 км по внешней границе Западного Берлина). Собственно стены составляли 111,9 км протяжённости этого комплекса.
В действительности стен было две: как их называли в ГДР, «внешняя» (нем. Vordermauer), обращённая своей западной стороной непосредственно к территории ФРГ, и «внутренняя» (нем. Hinterlandmauer), расположенная позади неё, вглубь территории ГДР. Между двумя этими стенами находилась заминированная полоса запретной зоны, в просторечии именовавшаяся «полосой смерти» (нем. Todesstreifen). Поскольку доступ западных журналистов и исследователей туда был строжайшим образом исключён, а сама эта зона являлась тщательно охраняемым режимным объектом, в прессе и публицистике закрепилось именно «стена», а не «стены», как это было в действительности, поскольку как западные люди, так и жители ГДР в большинстве мест видели только одну из них, «внешнюю» или «внутреннюю», в зависимости от того, с какой стороны этого комплекса они находились. Именно западная сторона «внешней» стены, с 1980-х годов разрисованная причудливыми разноцветными граффити, стала впоследствии туристической достопримечательностью и культурно-историческим памятником.
В ГДР в отношении стены употреблялось название «Антифашистский оборонительный вал» (нем. Antifaschistischer Schutzwall), а в ФРГ до конца 1960-х годов официально употреблялся дисфемизм «Позорная стена» (нем. Schandmauer), введённый Вилли Брандтом.

## История

### Общие сведения
Возведение Берлинской стены началось 13 августа 1961 года по рекомендации совещания секретарей коммунистических и рабочих партий стран Варшавского договора (3—5 августа 1961 года) и на основании решения Народной палаты ГДР от 11 августа 1961 года. За время своего существования несколько раз перестраивалась и совершенствовалась. Последняя крупная реконструкция была произведена в 1975 году.
К 1989 году представляла собой сложный комплекс, состоявший из:
- бетонного ограждения общей протяжённостью 106 км и высотой в среднем 3,7 метра;
- ограждения из металлической сетки протяжённостью 66,5 км;
- сигнального ограждения под электрическим напряжением протяжённостью 127,5 км;
- земляных рвов протяжённостью 105,5 км;
- противотанковых укреплений на отдельных участках;
- 302 сторожевых вышек и других пограничных сооружений;
- полосы длиной в 14 км из острых шипов и контрольно-следовой полосы с посыпанной песком и постоянно разравнивавшейся поверхностью.

Ограждения отсутствовали в местах прохождения границы по рекам и водоёмам. Первоначально действовали 13 пограничных контрольно-пропускных пунктов, но к 1989 году их число сократилось до трёх.
9 ноября 1989 года под влиянием массовых народных выступлений правительство ГДР сняло ограничения на сообщение с Западным Берлином, а с 1 июня 1990 года полностью отменило пограничный контроль. В течение января — ноября 1990 года все пограничные сооружения были снесены, за исключением отрезка в 1,3 км, оставленного как памятник одному из самых известных символов холодной войны.

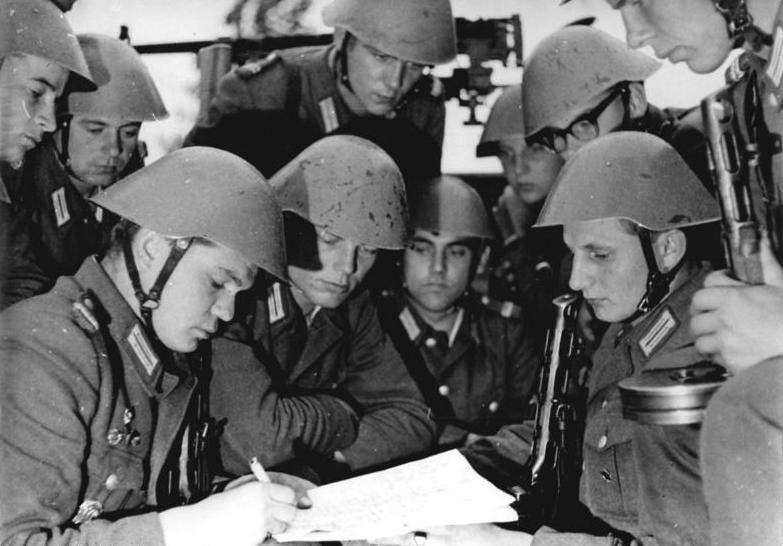
Солдаты Народной армии ГДР перед заступлением в наряд на охрану границы у Берлинской стены, 1961

### Предпосылки
До строительства стены граница между западной и восточной частью Берлина была относительно открытой. Разделительная линия протяжённостью 44,75 км (общая протяжённость границы Западного Берлина с ГДР составляла 164 км) проходила прямо по улицам и домам, каналам и водным путям. Официально действовал 81 уличный пропускной пункт, 13 переходов в метро и на городской железной дороге. Кроме того, существовали сотни нелегальных путей. Ежедневно границу между обеими частями города пересекали по различным причинам от 300 до 500 тысяч человек.
Отсутствие чёткой физической границы между зонами приводило к частым конфликтам и массовой утечке товаров и специалистов в Западный Берлин. Многие восточные немцы предпочитали работать в Западном Берлине, где зарплата была существенно выше.
Сооружению Берлинской стены предшествовало обострение политической обстановки вокруг Берлина. Оба военно-политических блока — НАТО и Организация Варшавского договора (ОВД) — подтвердили непримиримость своих позиций в «Германском вопросе». Правительство Западной Германии во главе с Конрадом Аденауэром ввело в действие в 1957 году «доктрину Хальштейна», которая предусматривала автоматический разрыв дипломатических отношений с любой страной, признавшей ГДР. Оно категорически отвергло предложения восточногерманской стороны о создании конфедерации германских государств, настаивая вместо этого на проведении общегерманских выборов. В свою очередь, власти ГДР заявили в 1958 году о своих притязаниях на суверенитет над Западным Берлином на том основании, что он находится «на территории ГДР».
В ноябре 1958 года глава советского правительства Никита Хрущёв обвинил западные державы в нарушении Потсдамских соглашений. Он объявил об отмене Советским Союзом международного статуса Берлина и охарактеризовал весь город (включая его западные секторы) как «столицу ГДР». Советское правительство предложило превратить Западный Берлин в «демилитаризованный вольный город» и в ультимативном тоне потребовало от США, Великобритании и Франции провести переговоры на эту тему в течение шести месяцев. Это требование было отвергнуто западными державами. Переговоры их министров иностранных дел с главой МИД СССР в Женеве весной и летом 1959 года закончились безрезультатно.
После визита Хрущёва в США в сентябре 1959 года советский ультиматум был заморожен. Тем не менее стороны придерживались прежних позиций. В августе 1960 года правительство ГДР ввело в действие ограничения на посещения гражданами ФРГ Восточного Берлина, ссылаясь на необходимость пресечь ведение ими «реваншистской пропаганды». В ответ Западная Германия отказалась от торгового соглашения между обеими частями страны, что ГДР расценила как «экономическую войну». После длительных и трудных переговоров соглашение было всё же введено в действие с 1 января 1961 года. Но кризис этим не разрешился. Лидеры ОВД продолжали требовать нейтрализации и демилитаризации Западного Берлина. В свою очередь министры иностранных дел стран НАТО подтвердили в мае 1961 года намерение гарантировать пребывание вооружённых сил западных держав в западной части города и её «жизнеспособность». Лидеры Запада заявили, что будут всеми силами защищать «свободу Западного Берлина».
Оба блока и оба германских государства наращивали свои вооружённые силы и активизировали пропаганду против противника. Власти ГДР жаловались на западные угрозы и манёвры, «провокационные» нарушения границы страны (137 за май — июль 1961 года), деятельность антикоммунистических групп. Они обвиняли «агентов ФРГ» в организации десятков актов саботажа и поджогах. Недовольство руководства ГДР вызывала невозможность контролировать потоки людей, перемещавшихся через границу.
Ситуация усугубилась летом 1961 года. Жёсткий курс 1-го Председателя Госсовета ГДР Вальтера Ульбрихта, экономическая политика, направленная на то, чтобы «догнать и перегнать ФРГ», и соответствующее увеличение производственных норм, хозяйственные трудности, насильственная коллективизация 1957—1960 годов, внешнеполитическая напряжённость и более высокий уровень оплаты труда в Западном Берлине побуждали тысячи граждан ГДР уезжать на Запад. Только за июль 1961 года более 30 тысяч восточных немцев бежали из страны, а всего за 1961 год ГДР покинули более 207 тысяч человек. Это были преимущественно молодые и квалифицированные специалисты. Возмущённые власти Восточной Германии обвиняли Западный Берлин и ФРГ в «торговле людьми», «переманивании» кадров и попытках сорвать их экономические планы. По их данным, хозяйство Восточного Берлина ежегодно теряло из-за этого 2,5 млрд марок.

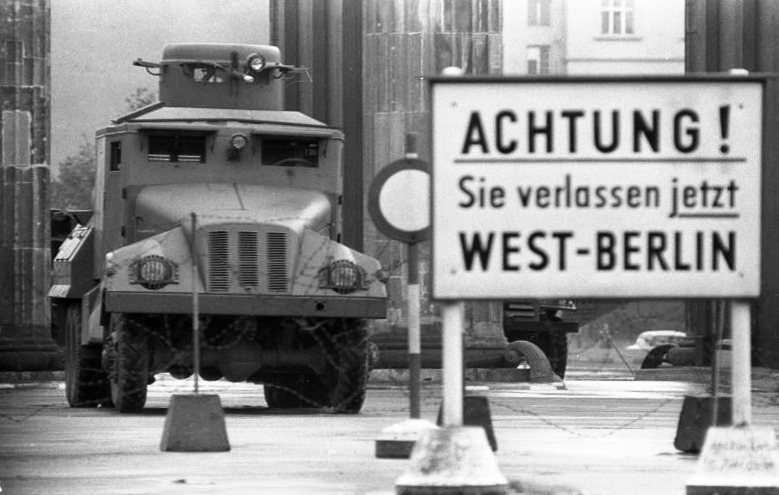
13 августа 1961 года, возле Бранденбургских ворот. Надпись на плакате: «Внимание! Вы покидаете Западный Берлин». На заднем плане автомобиль-водомет ГДР

В условиях обострения обстановки вокруг Берлина руководители стран ОВД приняли решение закрыть границу. Слухи о подобных планах носились в воздухе ещё в июне 1961 года, но лидер ГДР Вальтер Ульбрихт тогда отрицал подобные намерения. В действительности на тот момент они ещё не получили окончательного согласия со стороны СССР и других участников Восточного блока. С 3 по 5 августа 1961 года в Москве было проведено совещание первых секретарей коммунистических партий государств ОВД, на котором Ульбрихт настаивал на закрытии границы в Берлине. На сей раз он получил поддержку со стороны союзников. Первоначально Хрущёв, который долгое время выступал против такого барьера, хотел одобрить только заграждения из колючей проволоки, но в итоге уступил предложениям о создании капитальной эшелонированной линии заграждений. 7 августа на заседании Политбюро СЕПГ было принято решение о закрытии границы ГДР с Западным Берлином и ФРГ. 12 августа соответствующее постановление принял Совет министров ГДР. Полиция Восточного Берлина была приведена в состояние полной готовности. В 1 час ночи 13 августа 1961 года началось осуществление проекта. Около 25 тысяч членов военизированных «боевых групп» с предприятий ГДР заняли линию границы с Западным Берлином; их действия прикрывали части восточногерманской армии. Советская армия находилась в состоянии готовности.

### Сооружение стены

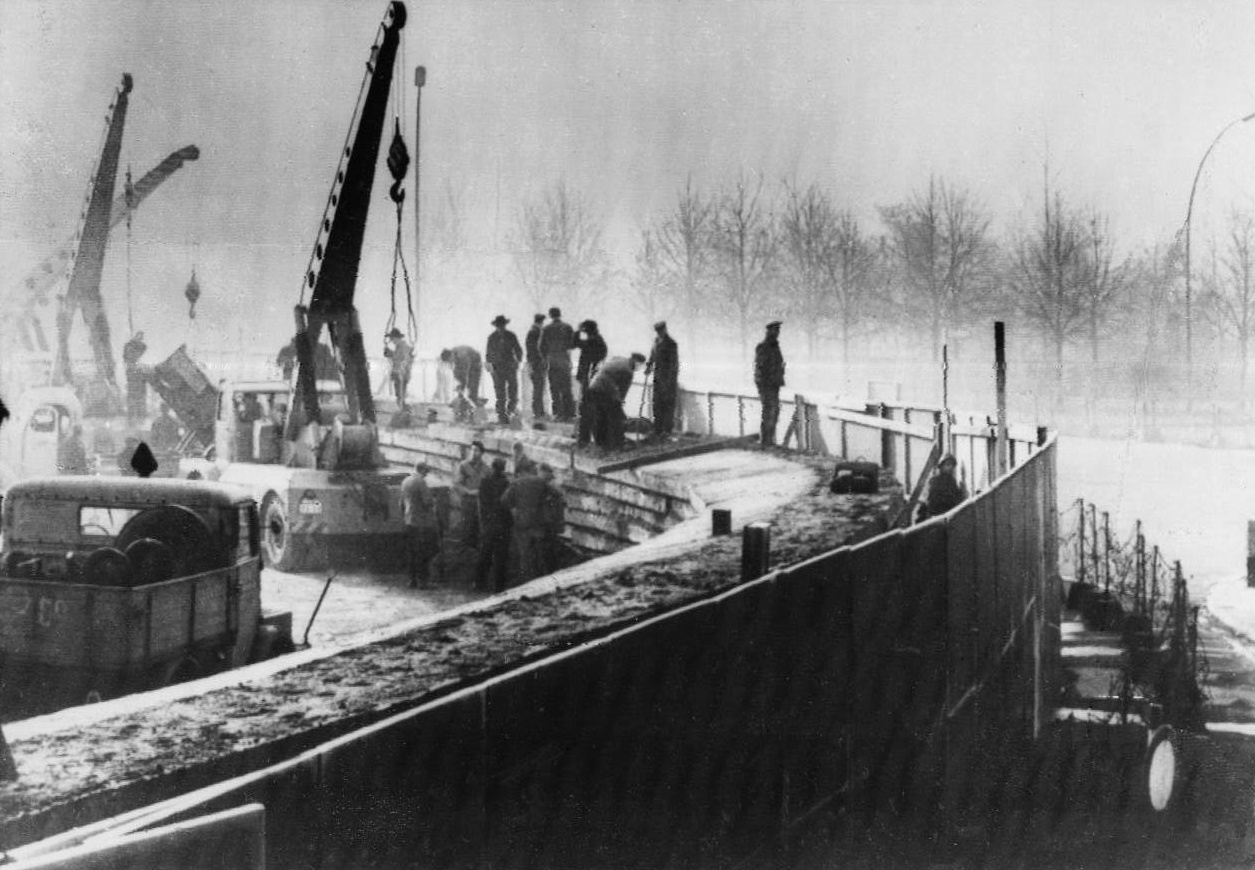
Возведение Берлинской стены. 20 ноября 1961 года

В ночь с 12 на 13 августа 1961 года, с субботы на воскресенье, началось строительство стены. Ближе к полуночи был поднят по тревоге гарнизон Берлина. В первом часу ночи к районам границы между Западным и Восточным Берлином были подтянуты войска, которые в течение нескольких часов полностью блокировали все участки границы, находящиеся в черте города. Утром 13 числа жители Восточного Берлина, привычно спешившие на работу в западную часть города, останавливались и не пропускались военизированными патрулями и милиционерами. К 15 августа вся западная зона была обнесена колючей проволокой, и началось непосредственное возведение стены. В тот же день были перекрыты четыре линии Берлинского метро — U-Bahn — и некоторые линии городской железной дороги — S-Bahn (в период, когда город не был разделен, любой берлинец мог свободно перемещаться по городу). Были закрыты семь станций на линии метро U6 и восемь станций на линии U8. В связи с тем что эти линии шли из одной части западного сектора в другую его часть через восточный сектор, было принято решение не разрывать линии западного метрополитена, а лишь закрыть станции, находящиеся в восточном секторе. Открытой осталась только станция Фридрихштрассе, на которой был организован контрольно-пропускной пункт. Линия U2 была разорвана на западную и восточную (после станции Тельманплац) половины. Потсдамская площадь также была закрыта, так как находилась в приграничной зоне.
Многие жившие в прилегающих к будущей границе зданиях и жилых домах люди были выселены. Окна, выходящие на Западный Берлин, были заложены кирпичом, а позже во время реконструкции стены здания были и вовсе снесены. Всего же было перекрыто 193 улицы, 8 трамвайных линий. Были разорваны телефонные линии. Системы водопровода и канализации были перекрыты мощными стальными решётками. Позже высота стены возросла; в западных частях города возле стены устанавливались небольшие вышки, с которых все желающие могли наблюдать за жизнью на Востоке, хотя это было возможно только с помощью биноклей.

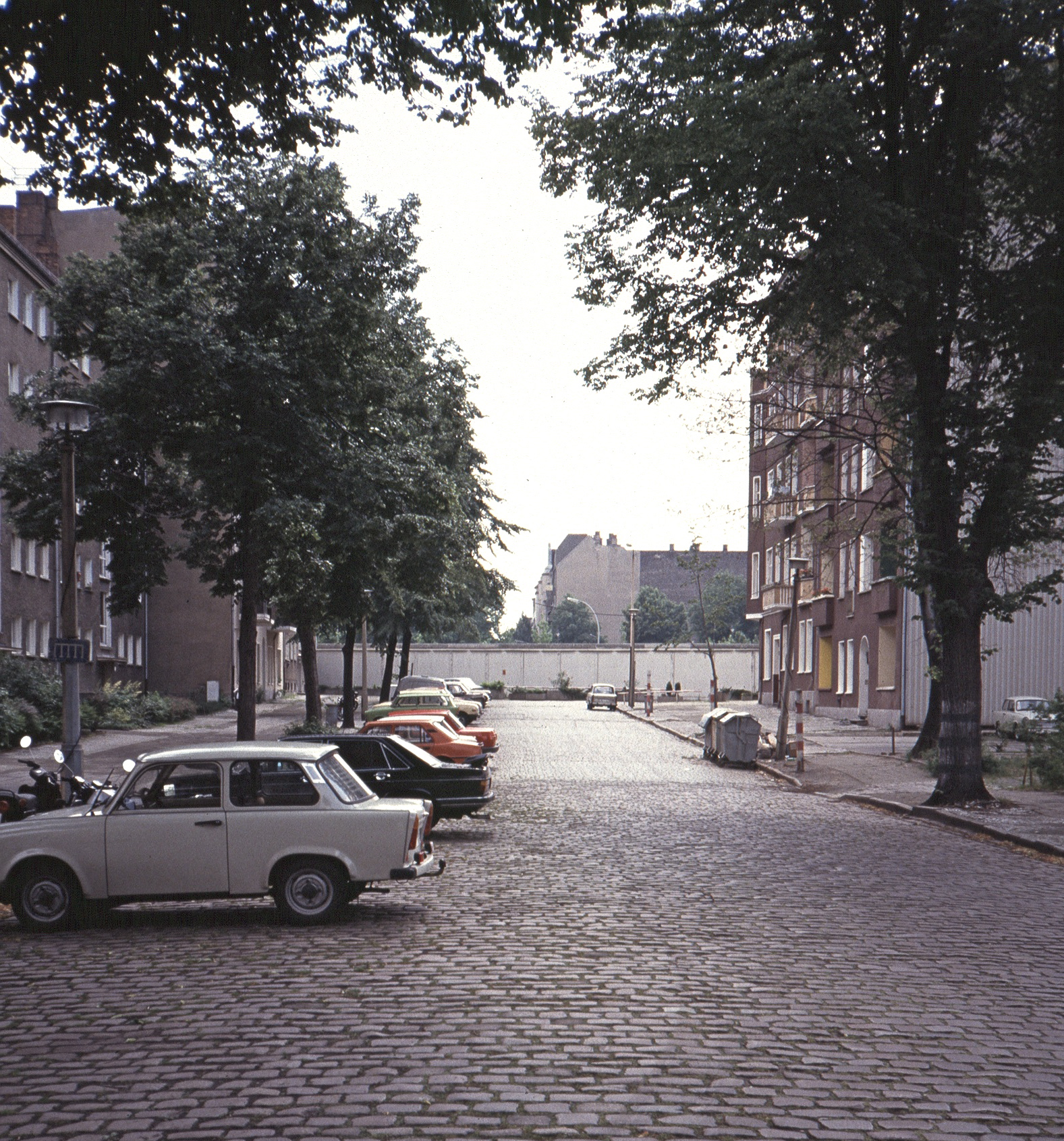
Одна из улиц Восточного Берлина, упирающаяся в стену

Строительство и переоборудование стены продолжалось с 1962 по 1975 год. Первоначально она представляла собой бетонные плиты или кирпичную кладку с установленными кронштейнами с колючей проволокой, в первые дни на отдельных участках это и вовсе были спирали Бруно, лежавшие на мостовой, которые можно было легко преодолеть ловким прыжком — мешали только посты военных или народной милиции; этим воспользовались некоторые перебежчики, в том числе и солдат Национальной народной армии Конрад Шуман. Поэтому уже ближе к середине 1960-х годов власти ГДР стали задумываться над более труднопреодолимыми сооружениями. К 1975 году стена приобрела свой окончательный вид, превратившись в сложное инженерно-техническое сооружение под наименованием Grenzmauer-75 (Пограничная стена образца 1975 года).

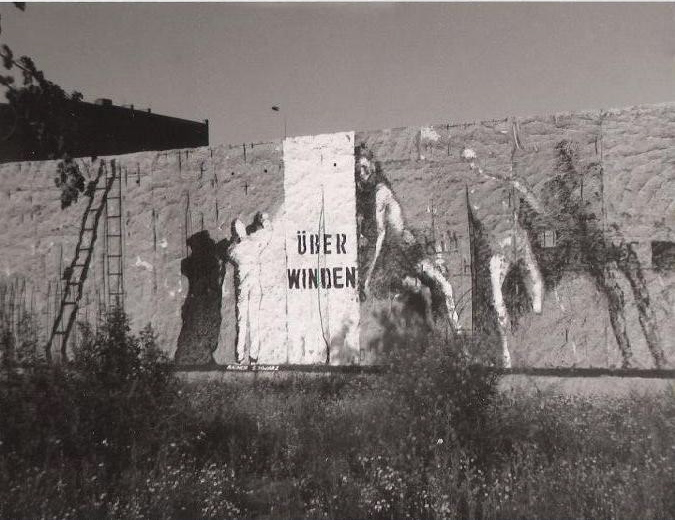
Сохранившийся фрагмент внутренней стены с граффити

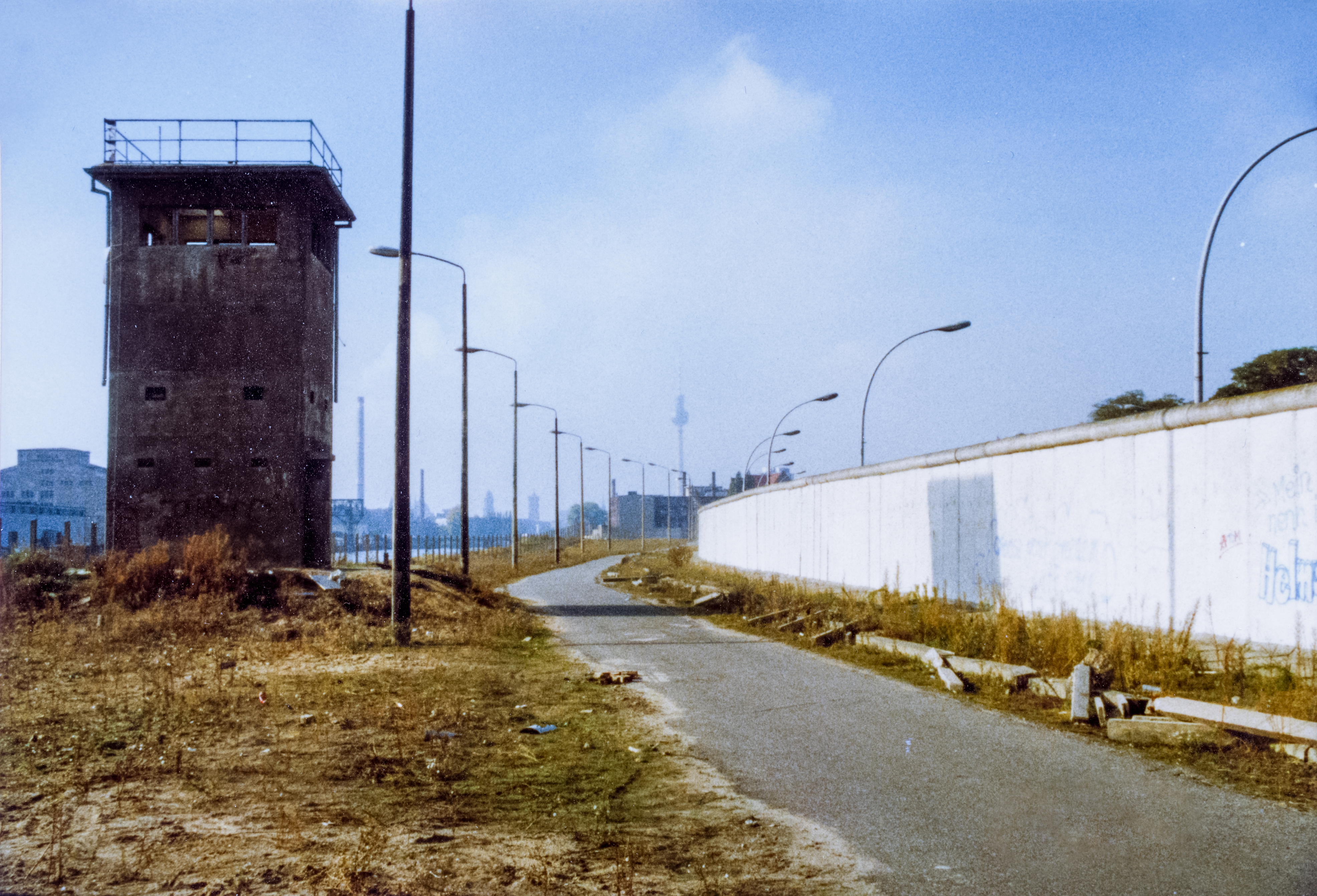
Пример специальной зоны между стенами. Слева — Восточный Берлин, справа — Западный

Стена состояла из бетонных сегментов высотой в 3,60 м, оборудованных сверху практически непреодолимыми цилиндрическими барьерами. При необходимости стену можно было нарастить в высоту. Кроме самой стены были возведены новые сторожевые башни, строения для пограничников, увеличено количество средств уличного освещения, создана сложная система барьеров. Каждые 200 метров располагались посты пограничников. Со стороны Восточного Берлина вдоль всей протяжённости стены существовала специальная запретная зона с предупредительными табличками «Стой! Пограничная зона. Проход запрещён». Заходить в эту зону гражданским лицам категорически запрещалось. Далее — стена, отделяющая Восточный Берлин, после стены шли металлическая сетка с колючей проволокой, оборудованная бесшумной сигнализацией, которая срабатывала в ближайшей из сторожевых башен, предупреждая пограничников о нарушителе. После металлической сетки шли ряды противотанковых ежей либо полоса, усеянная металлическими шипами для задержки прорвавшегося на автотранспорте нарушителя, прозванная «газоном Сталина». Далее располагалась дорога, по которой передвигались моторизованные патрули пограничников и техники, следившие за состоянием барьеров. После дороги шла регулярно выравниваемая широкая полоса из песка для обнаружения возможных следов нарушителей, далее следовала описанная выше стена, отделяющая сам Западный Берлин, в некоторых местах этой стены имелись слаборазличимые и плотно закрывающиеся двери, чтобы в случае необходимости пограничники могли проверять состояние наружной части стены. В некоторых местах сегменты стены не имели каркаса для удобства сноса танками на случай вторжения войск Варшавского договора в Западный Берлин.
Несмотря на то, что в официальной пропаганде ГДР стена называлась «антифашистским оборонительным валом», который должен был защищать граждан ГДР от вылазок западногерманских и американских провокаторов, барьеры и ловушки делались с тем расчётом и в том направлении, чтобы именно жители Восточного Берлина не могли пересечь стену и попасть в западную часть города. Более того, не было полного доверия и самим пограничникам, охранявшим стену. Например, для предотвращения возможного сговора с целью побега каждый пограничник узнавал только в самый последний момент, с кем ему заступать на смену. В охрану стены брались только благонадёжные военнослужащие, многие из которых были внештатными сотрудниками и информаторами «Штази». В случае неповиновения или оказания сопротивления пограничникам разрешалось открывать огонь по нарушителю на поражение.
Ближе к концу 1980-х годов также планировалась установка видеокамер, датчиков движения и даже оружия с системой дистанционного управления.

### Работа общественного и автомобильного транспорта

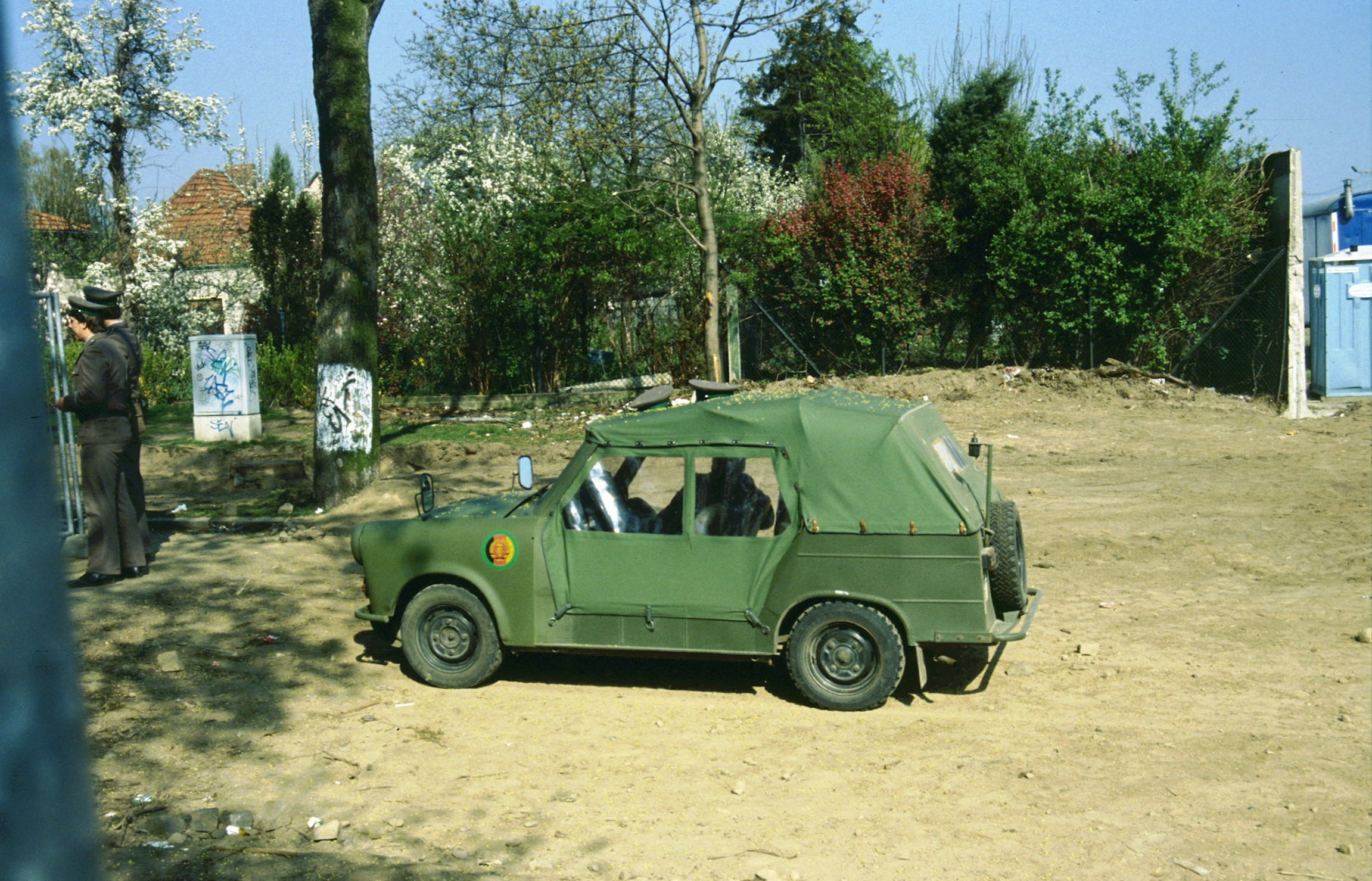
Автомобиль Trabant Kübel для подвижного контроля пограничной зоны. 1990 год

Сразу после начала работ по сооружению стены было перекрыто большое количество транспортных систем и коридоров, соединявших ранее Западный сектор с Восточным. В их числе — метрополитен города (U-bahn), который был рассечён на две автономные системы. Шестнадцать станций метро города прекратили свою работу и были закрыты на последующие три десятилетия — список станций-призраков. Двенадцать из них в Восточном секторе стали транзитными, через которые не останавливаясь следовали поезда из Западного сектора. Бо́льшая часть линий городского метро осталась на западе. Также были разделены система городских электричек (S-bahn), причём бо́льшая часть линий осталась на востоке, и трамвайная система: в границах стены были перекрыты несколько трамвайных линий. К концу 1960-х годов трамвай в Западном Берлине был ликвидирован и остался только в Восточном секторе.
Для посещения Восточного сектора (например, западными туристами на автобусах) были созданы пограничные КПП, которые контролировали пограничники ГДР. Здесь проводился очень тщательный досмотр, особенно перед выездом из Восточного Берлина, поскольку были неоднократные попытки перевозки беглецов автотранспортными средствами в тайниках, причем некоторые вполне удачные.

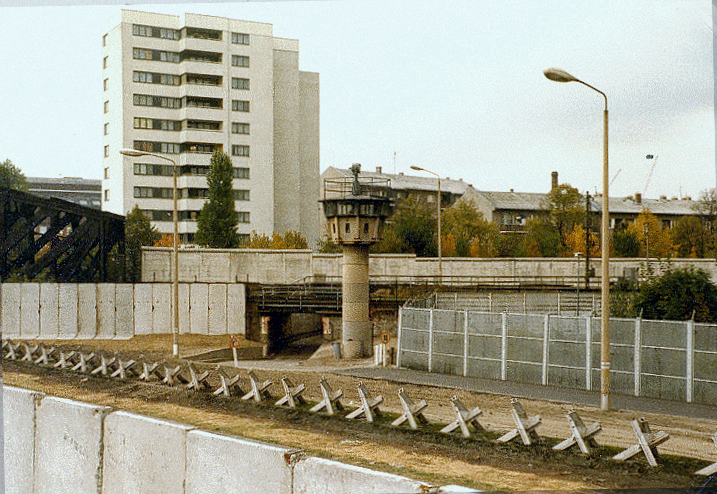
1980

Разделённым стеной общественный транспорт Берлина оставался до начала 1990 года, а фактически на восстановление былой единой транспортной инфраструктуры понадобилось ещё несколько лет.

### Переход границы
Наиболее известны случаи побегов из ГДР следующими путями: 29 человек ушло по прокопанному ими самими тоннелю длиной 145 метров, совершались полёты на дельтаплане, на воздушном шаре из нейлоновых фрагментов, по верёвке, перекинутой между окнами соседних домов, с помощью тарана стены бульдозером. 
В период с 13 августа 1961 года по 9 ноября 1989 года было совершено 5075 успешных побегов в Западный Берлин или ФРГ, в том числе 574 случая дезертирства.

#### Переход границы за деньги
В годы холодной войны в ГДР существовала практика выпуска граждан на Запад за деньги. Такими операциями занимался Вольфганг Фогель, адвокат из ГДР. С 1964 по 1989 год он устроил переход границы в общей сложности для 215 тысяч восточных немцев и 34 тысяч политзаключённых из восточногерманских тюрем. Западной Германии их освобождение обошлось в 3,5 млрд марок (2,7 млрд долларов).

#### Побеги и их жертвы
Правительство ГДР не вело списков погибших при попытке пересечь Берлинскую стену. Власти Западного Берлина пытались вести подсчёты убитых, но фиксировали только те инциденты, которые можно было наблюдать с западной части города, часто не имея точной информации о том, что именно произошло. Результатом стали разнородные списки погибших, в которых включались как документально зафиксированные, так и предположительные случаи гибели людей. Так, «Би-Би-Си» в одной из своих статей 2007 года, ссылаясь на неназванных исследователей, сообщало, что при попытке побега было убито 1245 человек; в репортаже телеканала «Вести», принадлежащего ВГТРК, сообщалось, что при попытке пересечь Берлинскую стену с 13 августа 1961 года по 9 ноября 1989 года погибло 645 человек. Многочисленные списки жертв содержали множество ошибок и неподтверждённой информации. По данным Большой российской энциклопедии, при попытке пересечения границы погибли 192 человека (в том числе 8 пограничников ГДР, которые были убиты нарушителями границы и выстрелами с территории Западного Берлина), ранения получили около 200 человек, свыше 3000 были арестованы. В большинстве исторических исследований, выходивших до середины 2000-х годов, количество погибших при попытке бежать из Восточного Берлина в Западный обозначалось как «более 200 человек».
В середине 2000-х годов на средства, выделяемые Федеральным правительством Германии, была создана исследовательская комиссия под руководством историков Центра исследований современной истории им. Лейбница в Потсдаме и работников фонда "Берлинская стена" для работы в архивах и установления точного количества погибших при попытке пересечь Берлинскую стену. Комиссию возглавили историки Ханс-Германн Хертле и Мария Нуке. В 2006 году комиссия предоставила список 125 документально подтверждённых смертей. В результате продолжающихся исследований данный список постепенно увеличивался.
На 2024 год число документально подтверждённых погибших составляет 140 человек, из которых: 101 были перебежчиками, застреленным, попавшим в аварию или покончившим с собой при попытке пересечь пограничные укрепления; 30 человек из Восточного и Западного Берлина, не собиравшихся бежать и убитых в результате неосторожности; 8 пограничников ГДР, убитых в результате «дружественного огня», перебежчиками и их помощниками, или полицейским Западного Берлина; среди погибших также был 1 советский солдат. Представители исследовательской комиссии подчеркивают, что в это число не входят те, кто легально пересекал границу и погиб по различным причинам на приграничных КПП в Берлине, а также люди умершие в результате психологических проблем, вызванных строительством Берлинской стены.
Данный список не был принят всеми. Альтернативный список был представлен в отчёте специально созданной при Музее Берлинской стены «Группы 13 августа». Публикация данного списка привела к напряжённой общественной дискуссии. Так участница рабочей группы «13 августа» Александра Хильдебрант обвинила Центр исследований современной истории в намеренной фальсификации количества жертв Берлинской стены с целью создания более позитивного образа ГДР, которого якобы добивалась правящая в тот момент в Берлине коалиция СДПГ и «Левой партии». В 2008 году рабочей группой «13 августа» был опубликован список 222 человек, убитых в различных инцидентах на территории Берлинской стены. Ханс-Германн Хертле подверг этот список критике, заявив, что в нём содержатся серьёзные ошибки, в частности в список дважды попали одни и те же люди, и обвинил его авторов в ненаучном подходе. В 2009 году группа «13 августа» опубликовала новый список из 245 имён.

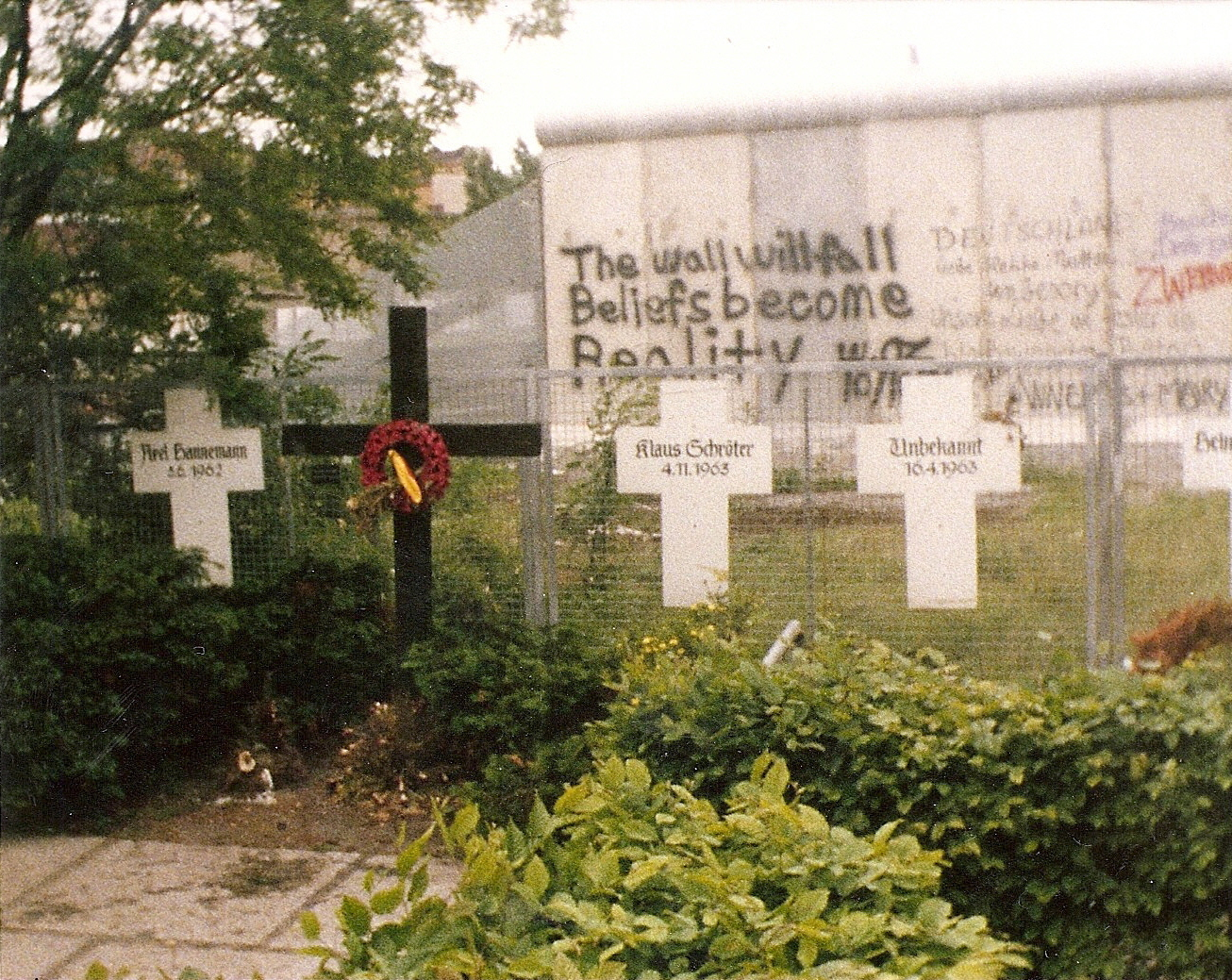
Мемориал жертвам Стены. Фото 1982 года

12 августа 2007 года «Би-Би-Си» сообщило, что в архивах Министерства государственной безопасности ГДР («Штази») был найден письменный приказ, датированный 1 октября 1973 года, предписывающий стрелять на поражение по всем беглецам без исключения, включая детей. В современной германской историографии подобная практика получила название Schießbefehl. Первым (24 августа 1961 года) при попытке нарушения границы-стены из Восточного Берлина в Гумбольдтской гавани был застрелен 24-летний Гюнтер Литфин. 9 ноября 1961 года на пограничной полосе от огнестрельного ранения погиб австрийский студент Дитер Вольфарт, добровольный помощник беглецам из ГДР. 17 августа 1962 года скончался Петер Фехтер на пограничном переходе от потери крови, после того как по нему открыли огонь пограничники ГДР. 5 октября 1964 года при попытке задержать крупную группу нарушителей в 57 человек погиб пограничник Эгон Шульц, имя которого было возведено в ГДР в культ; позднее были опубликованы документы, согласно которым его застрелили по ошибке сослуживцы. В 1966 году от 40 выстрелов пограничников ГДР погибло двое детей (10 и 13 лет). Последним погибшим нарушителем стал Крис Геффрой, который был убит при попытке незаконного пересечения границы 6 февраля 1989 года.
Лиц, пытавшихся нелегально пересечь Берлинскую стену в обратном направлении, со стороны Западного Берлина в Восточный, называют «прыгунами через Берлинскую стену», и среди них также были жертвы, хотя по инструкции в отношении них огнестрельное оружие пограничниками ГДР не применялось.
За попытку нелегально пересечь Берлинскую стену в уголовном кодексе ГДР существовала статья, предусматривавшая до 10 лет лишения свободы.

### «Господин Горбачёв, разрушьте эту стену!»

Рональд Рейган выступает у Берлинской стены, июнь 1987 года

12 июня 1987 года Президент США Рональд Рейган, произнося речь у Бранденбургских ворот в честь 750-летия Берлина, призвал Генерального секретаря ЦК КПСС Михаила Горбачёва снести Стену, символизируя тем самым стремление советского руководства к переменам:
Мы слышим из Москвы о новой политике реформ и гласности. Некоторые политические заключённые были освобождены. Определённые иностранные радиопередачи новостей больше не глушатся. Некоторым экономическим предприятиям разрешили работать с большей свободой от госконтроля.
Это — начало глубоких изменений в советском государстве? Или же это символические жесты, которые должны породить ложные надежды на Западе и усилить советскую систему, не изменяя её? Мы приветствуем перестройку и гласность, поскольку мы полагаем, что свобода и безопасность идут вместе, что прогресс человеческой свободы может принести только лишь мир во всём мире. Есть один ход, который Советы могут сделать, который был бы безошибочным, который станет символом свободы и мира.

Генеральный секретарь Горбачёв, если вы ищете мир, если вы ищете процветание для Советского Союза и Восточной Европы, если вы ищете либерализацию: приезжайте сюда! Господин Горбачёв, откройте эти ворота! Господин Горбачёв, разрушьте эту стену!

### Падение стены

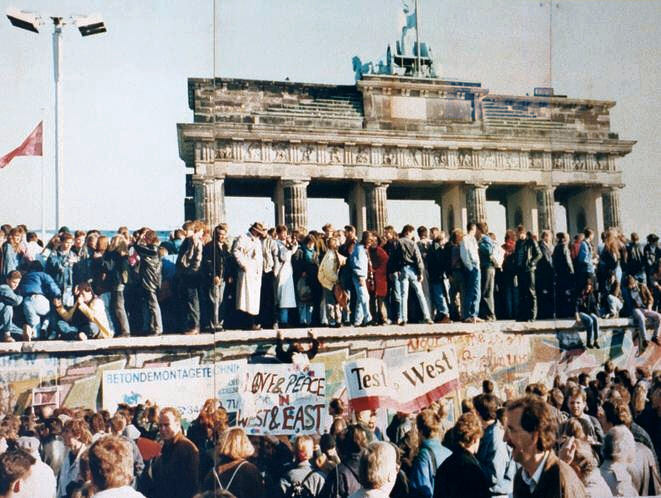
Стена с взобравшимися на неё немцами на фоне Бранденбургских ворот

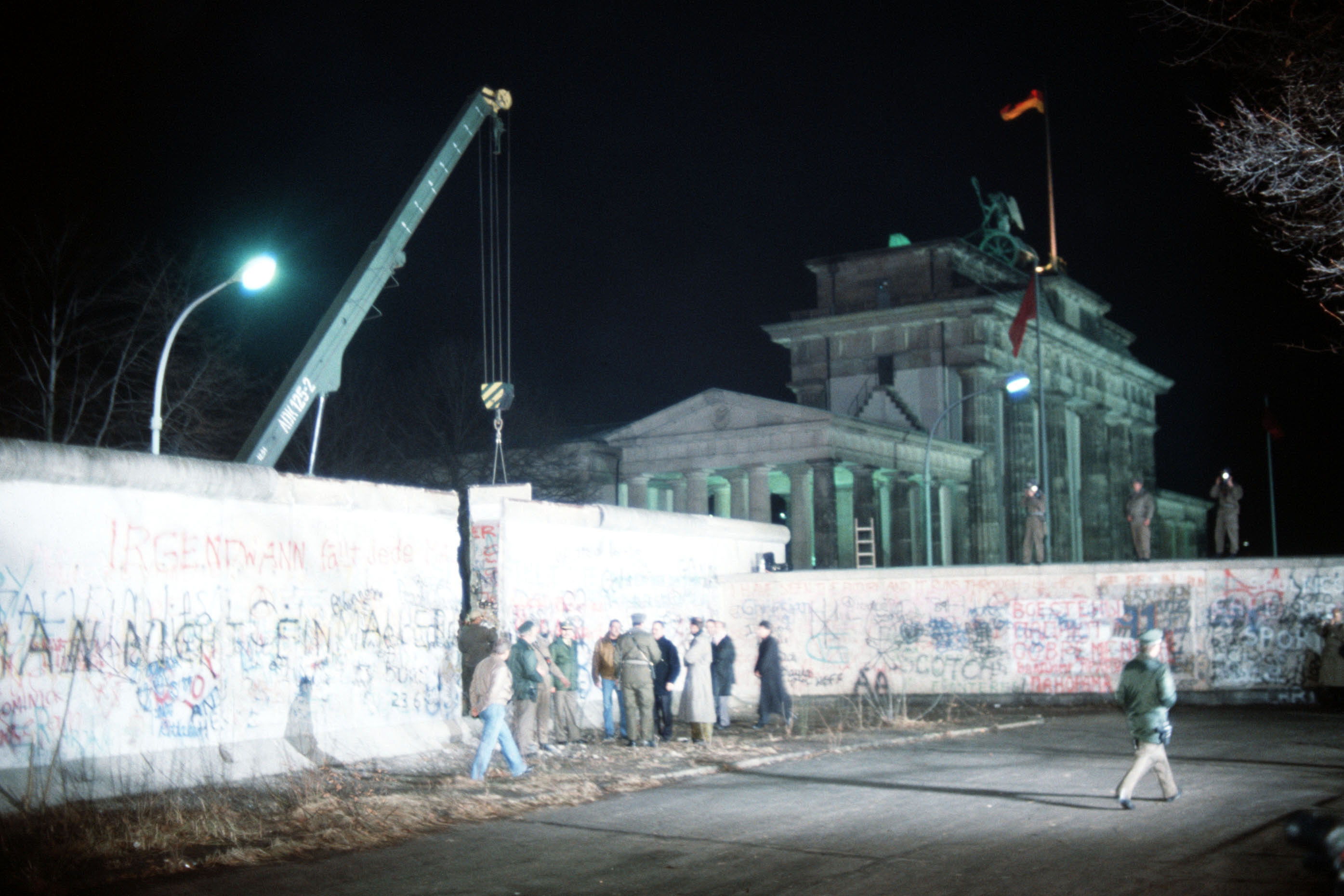
Демонтаж секции Стены возле Бранденбургских ворот, 21 декабря 1989 года

В мае 1989 года под влиянием перестройки в Советском Союзе Венгерская Народная Республика — партнёр ГДР по Варшавскому договору — уничтожила укрепления на границе со своим западным соседом Австрией. Руководство ГДР не собиралось следовать её примеру, но вскоре потеряло контроль над стремительно разворачивавшимися событиями. Тысячи граждан ГДР потянулись в другие восточноевропейские страны в надежде попасть оттуда в Западную Германию. Уже в августе 1989 года дипломатические представительства ФРГ в Берлине, Будапеште и Праге вынуждены были прекратить приём посетителей из-за наплыва жителей ГДР, добивавшихся въезда в западногерманское государство. Сотни восточных немцев бежали на Запад через Венгрию. Когда 11 сентября 1989 года венгерское правительство объявило о полном открытии границ, Берлинская стена потеряла смысл: в течение трёх дней ГДР покинули через территорию Венгрии 15 тысяч граждан. В стране начались массовые демонстрации с требованием гражданских прав и свобод.
В результате массовых протестов почти всё руководство ГДР ушло в отставку: 18 октября 1989 года ушёл в отставку генеральный секретарь ЦК СЕПГ и председатель Государственного совета ГДР Эрих Хонеккер, 7 ноября — председатель Совета министров ГДР Вилли Штоф, 13 ноября — председатель Народной палаты ГДР Хорст Зиндерман. Эгон Кренц, сменивший Эриха Хонеккера на постах, был смещён 3 декабря 1989 года. Председателем СЕПГ стал Грегор Гизи, председателем Государственного совета ГДР — Манфред Герлах, председателем Совета министров — Ханс Модров.
4 ноября в Берлине состоялся массовый митинг с требованиями соблюдения свободы слова и свободы собраний, который был согласован с властями. 9 ноября 1989 года в 17:00 телевидение ГДР передало сообщение: «Будет открыт доступ к Западному Берлину». Около 20 тысяч жителей Восточного Берлина ринулись к стене, а к тому времени на противоположной стороне работали бульдозеры, трактора и экскаваторы для разрушения блочных конструкций.
9 ноября 1989 года в 19 часов 34 минуты, выступая на пресс-конференции, которая транслировалась по телевидению, представитель правительства ГДР Гюнтер Шабовски огласил новые правила въезда и выезда из страны. Согласно принятым решениям, граждане ГДР могли получить визы для немедленного посещения Западного Берлина и ФРГ. Сотни тысяч восточных немцев, не дожидаясь назначенного срока, устремились вечером 9 ноября к границе. Пограничники пытались сперва оттеснить толпу, использовав водомёты, но затем открыли границу. Встречать приходящих с Востока вышли тысячи жителей Западного Берлина. Происходящее напоминало народный праздник, как будто ощущение счастья и братства смыло все государственные барьеры и преграды. Западноберлинцы стали прорываться в восточную часть города.

…Прожекторы, толкотня, ликование. Группа людей уже ворвалась в коридор пограничного перехода, до первого решётчатого заграждения. За ними — пятеро смущённых пограничников, — вспоминала свидетельница происходившего — Мария Майстер из Западного Берлина. — Со сторожевых вышек, уже окружённых толпой, смотрят вниз солдаты. Аплодисменты каждому «Трабанту», каждой смущённо приближающейся группе пешеходов… Любопытство гонит нас вперёд, но присутствует и страх, что может произойти что-то ужасное. Сознают ли пограничники ГДР, что это сверхохраняемая граница сейчас нарушается?.. Мы идём дальше… Ноги идут, разум предостерегает. Разрядка наступает только на перекрёстке… Мы просто в Восточном Берлине, люди помогают друг другу монетами на телефон. Лица смеются, язык отказывается повиноваться: безумие, безумие. Световое табло показывает время: 0 часов 55 минут, 6 градусов тепла.
— Ночь с 9 на 10 ноября 1989. («Volkszeitung», 1989, 17 november. № 47).
В течение последующих трёх дней Запад посетили более 3 миллионов человек. 22 декабря 1989 года открылись для прохода Бранденбургские ворота, через которые была проведена граница между Восточным и Западным Берлином. Берлинская стена ещё стояла, но всего лишь как символ недавнего прошлого. Она была разбита, расписана многочисленными граффити, рисунками и надписями, берлинцы и посетители города старались унести на память кусочки, отбитые от некогда могущественного сооружения. В октябре 1990 года последовало вступление земель бывшей ГДР в ФРГ, и Берлинская стена была за несколько месяцев снесена. Лишь малые части её решено сохранить как памятник для последующих поколений.

## Мемориальный комплекс «Берлинская стена»
21 мая 2010 года в Берлине состоялось торжественное открытие первой части большого мемориального комплекса, посвященного Берлинской стене. Эта часть получила название «Окно памяти». Первая часть посвящена немцам, которые разбились, прыгая из окон домов на Бернауэр-штрассе (эти окна потом были заложены кирпичами), а также тем, кто погиб, пытаясь перебраться из восточной части Берлина в западную. Памятник, весом около тонны, выполнен из ржавой стали, на нём в несколько рядов размещены чёрно-белые фотографии погибших. На церемонии открытия присутствовал бургомистр Берлина Клаус Воверайт (входящий в партию СДПГ) и уполномоченный федерального правительства по культуре и коммуникациям Бернд Нойман (входящий в партию ХДС).
Полностью комплекс «Берлинская стена», который занимает четыре гектара, был завершён в 2012 году. Сенат Берлина — аналог земельного правительства — инвестировал в строительство 28 миллионов евро.
Мемориал располагается на улице Бернауэр-штрассе, по которой проходила граница между ГДР и Западным Берлином (сами здания находились в восточном секторе, а прилегающий к ним тротуар — в западном).

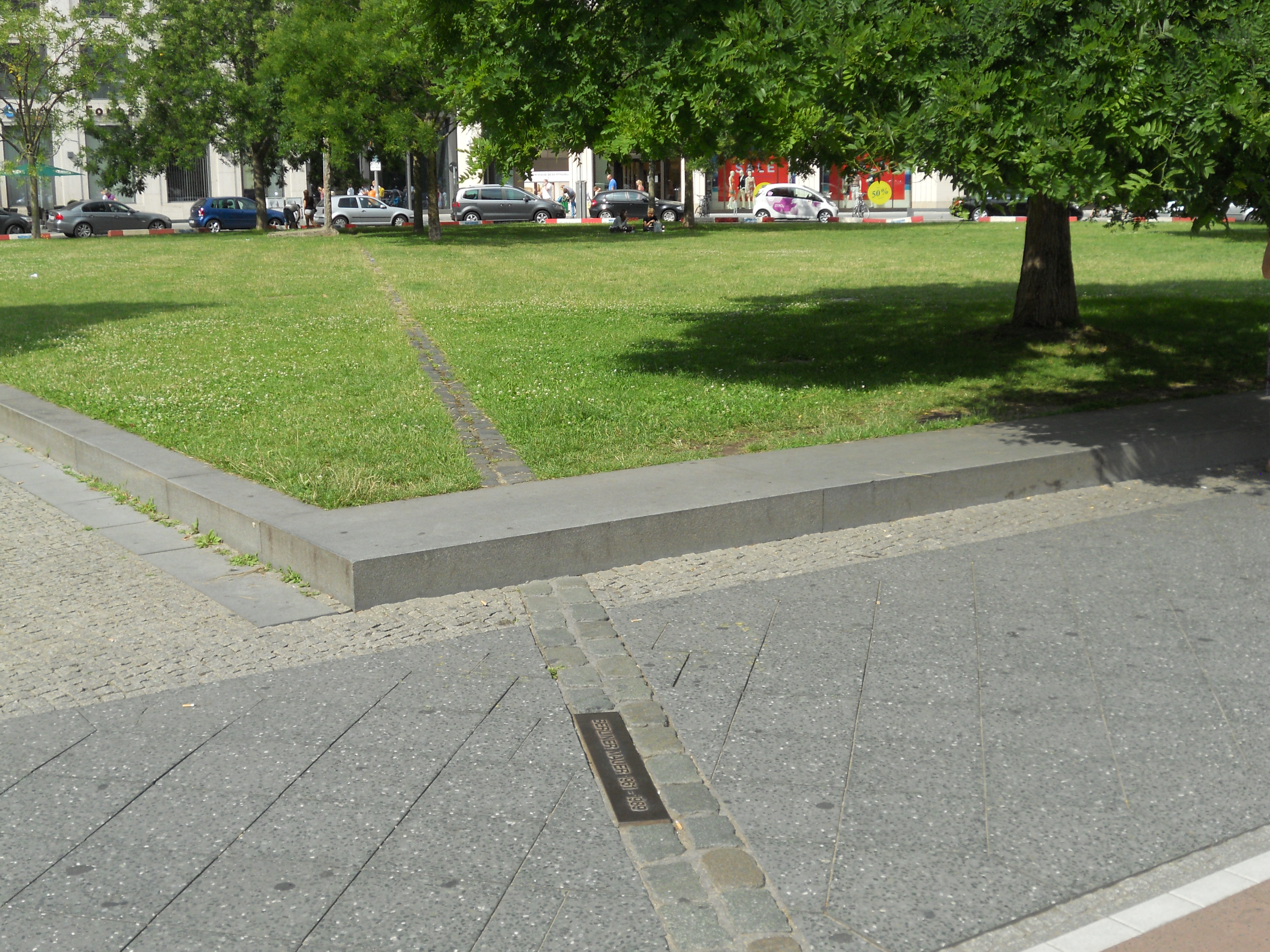
2015

Частью мемориального комплекса «Берлинская стена» стала часовня Примирения, построенная в 2000 году на фундаменте взорванной в 1985 году церкви Примирения. Инициатором и активным участником создания мемориала на Бернауэр штрассе был Манфред Фишер, которого называют «пастором Берлинской стены».

## В культуре

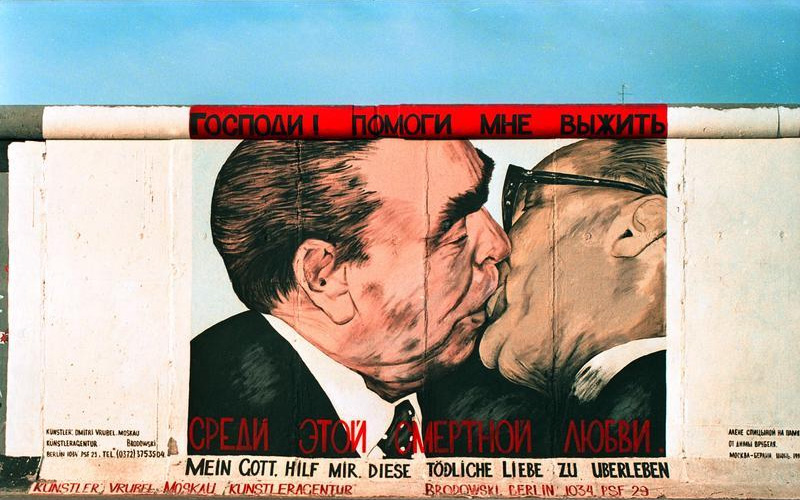
Дмитрий Врубель. «Господи! Помоги мне выжить среди этой смертной любви» на Берлинской стене

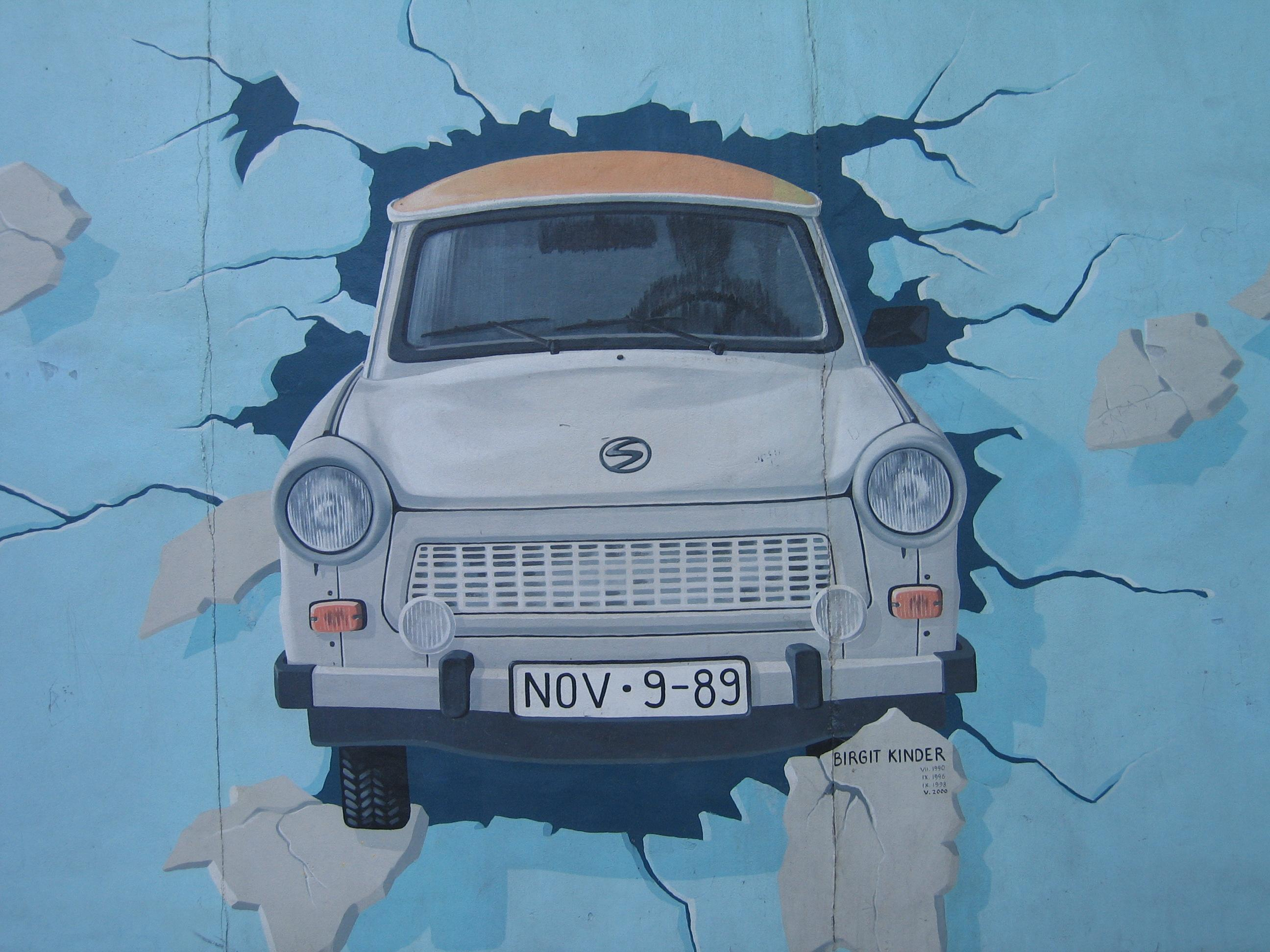
Одно из граффити Берлинской стены — «Trabant», символ ГДР. East Side Gallery

### Изобразительное искусство и архитектура
Если с восточной стороны ко «внутренней» стене до самого конца к ней нельзя было подойти близко, то на западной «внешняя» стена стала площадкой для творчества многочисленных художников — как профессиональных, так и любителей. Первым граффити на «внешней» стене была надпись, сделанная в год её постройки: «DDR=KZ» («ГДР = концлагерь»). Это граффити облетело мир на фотоснимке из журнала «Look». В 1962 году в Бонне вышел памфлет «Der KZ-Staat» («Государство-концлагерь»), посвящённый нарушениям прав человека в ГДР. Позже стали появляться другие надписи. В 1984 году французский художник Тьери Нуар стал методично, секция за секцией, расписывать «внешнюю» стену. Тогда это было связано с определённым риском, и всякий художник работал в обстановке колоссального творческого стресса: с одной стороны на него смотрели с вышек вооружённые пулемётами и прожекторами восточногерманские часовые, с другой — западногерманская полиция, репортёры и зрители. К 1989 году западная сторона «внешней» стены превратилась в многокилометровую выставку граффити, в том числе весьма высокохудожественных. После разрушения стены рисовать на ней стало безопасно и не связано с таким риском, как прежде, а её фрагменты быстро превратились в объекты торговли. Многие фрагменты стены оказались в США, например в офисе корпорации Microsoft, штаб-квартире ЦРУ в Лэнгли, у музея Рональда Рейгана, в Фатиме и т. д. В 2009 году ФРГ выкупила фрагмент Берлинской стены для установки перед немецким посольством в Киеве в рамках празднования 20-летия её разрушения. В Москве фрагменты стены находятся в сквере Сахаровского центра и во дворе немецкой школы им. Ф. П. Гааза при посольстве ФРГ.

## См. также

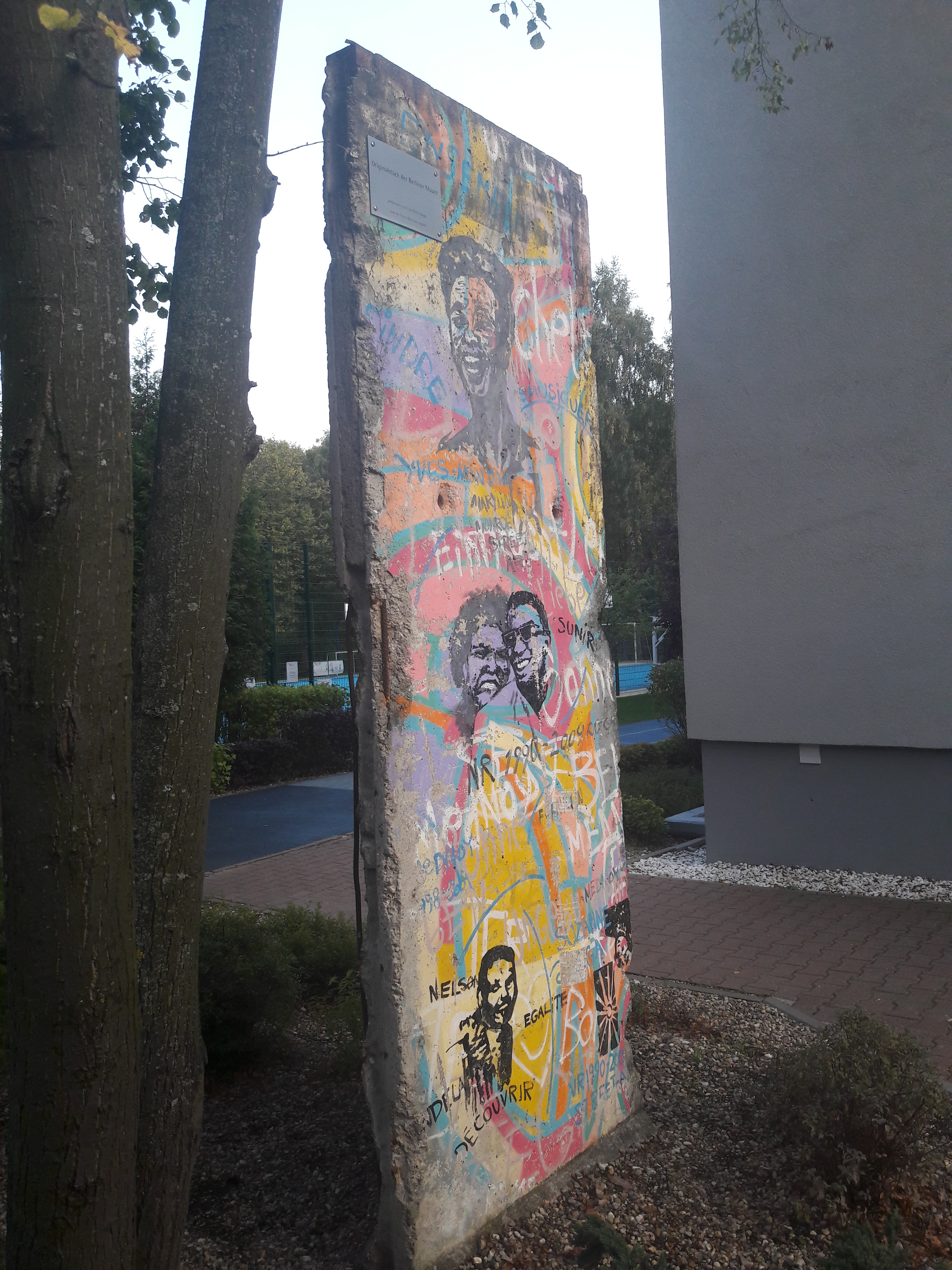
Фрагмент оригинальной части Берлинской стены в Москве (немецкая школа при посольстве ФРГ)

### Концерт The Wall: Live in Berlin
В честь падения Берлинской стены 21 июля 1990 года на участке земли между Потсдамской площадью и Бранденбургскими воротами, которая была ранее нейтральной территорией, разделявшей Восточный и Западный Берлин, в присутствии 200-тысячной аудитории было проведено концертное исполнение легендарной рок-оперы The Wall группы Pink Floyd, организованное её основным автором Роджером Уотерсом. В течение концерта на сцене возводилась «стена» шириной более 160 м и высотой около 25 м, которая в конце была разрушена до основания. 

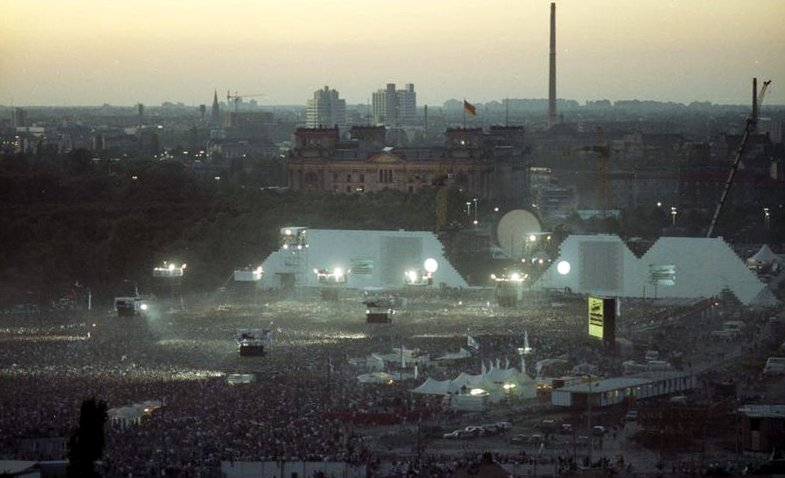
Концерт The Wall: Live in Berlin 21 июля 1990 года